# Stibinger János
Stibinger János, Barna (Budapest, 1923 – Arad, 1949. június 17.) román válogatott magyar labdarúgó, jobbösszekötő.

## Pályafutása

### A válogatottban
1947 és 1948 között két alkalommal szerepelt a román válogatottban.

## Sikerei, díjai
- Magyar bajnokság
  - bajnok: 1943–44
  - 2.: 1942–43
- Román bajnokság
  - bajnok: 1946–47, 1947–48

## Statisztika

### Mérkőzései a román válogatottban
| Románia | Románia          | Románia  | Románia | Románia  | Románia     | Románia     | Románia | Románia |
| #       | Dátum            | Helyszín | Hazai   | Eredmény | Vendég      | Kiírás      | Gólok   | Esemény |
| ------- | ---------------- | -------- | ------- | -------- | ----------- | ----------- | ------- | ------- |
| 1.      | 1947. június 22. | Bukarest | Románia | 1 – 3    | Jugoszlávia | Balkán-kupa | -       |         |
| 2.      | 1948. május 2.   | Bukarest | Románia | 0 – 1    | Albánia     | Balkán-kupa | -       |         |
|         | Összesen         |          |         | 2        | mérkőzés    |             | 0       | gól     |